# Саят (Туркменистан)
Саят (туркм.  Saýat) — город в Лебапском велаяте на востоке Туркменистана. Население 21 619 человек (2022).

## География
Расположен на левом берегу Амударьи в 47 км к юго-восточнее Туркменабада. Через Саят проходит автодорога Туркменабад — Керки.

## История
В советский период был посёлком городского типа центром Саятского района Чарджоуской области Туркменской ССР. Действовал хлопкоочистительный завод. Статус посёлка городского типа с 1939 года. С 2016 года — город.

## Население
| Год             | 1959  | 1970  | 1979  | 1989   | 2009   | 2022   |
| --------------- | ----- | ----- | ----- | ------ | ------ | ------ |
| Население (чел) | 3 520 | 6 524 | 8 147 | 10 244 | 16 731 | 21 619 |